# Gilles Brisebarre
 (juin 2025).
Gilles Brisebarre, mort après 1220, est seigneur de Blanchegarde, dans le royaume de Jérusalem. Il est le fils aîné de Gautier III Brisebarre, premier seigneur de Blanchegarde et ancien seigneur de Beyrouth ainsi que seigneur d'Outre-Jourdain de jure uxoris, et de sa seconde épouse Agnès, nièce d'Echive de Bures et petite-fille d'Hugues de Fauquembergues, prince de Galilée et de Tibériade.
Son père meurt peu après 1179 et il lui succède comme nouveau seigneur de Blanchegarde. Toutefois, étant encore mineur, son oncle paternel Bernard Brisebarre exerce la régence. Gilles a gouverné Blanchegarde de lui-même avant 1198.
Il épouse Agnès de Lairon, nièce d'Aymar de Lairon, seigneur de Césarée, avec qui il a un enfant :
- Raoul Brisebarre, qui succède à son père.

La date de sa mort est inconnue mais survient après 1120 où il apparait pour la dernière fois dans les archives contemporaines, et c'est son fils unique Raoul qui lui succède comme nouveau seigneur de Blanchegarde.